# Curtiss-Wright CA-1
Il Curtiss-Wright CA-1, citato anche come Commuter o Courtney Amphibian, fu un aereo anfibio monomotore biplano a cinque posti progettato da Frank Courtney e prodotto in piccola serie dall'azienda aeronautica statunitense Curtiss-Wright negli anni trenta.
Destinato al mercato dell'aviazione generale o da trasporto civile in zone umide, non ebbe molto successo commerciale e i soli tre esemplari costruiti vennero tutti venduti a clienti giapponesi, uno dei quali venne valutato dalla Marina imperiale giapponese.

## Tecnica
Disegnato dal pilota collaudatore britannico Frank Courtney, il CA-1 era un velivolo anfibio, ovvero un modello che poteva decollare o atterrare sia dalla superficie acquatica, grazie alla sua fusoliera a scafo, e dal terreno come un normale aereo per la presenza di un carrello d'atterraggio retrattile.
La velatura era biplana, a scalamento positivo, con l'ala superiore, montata alta a parasole, collegata a quella inferiore, disposta alta sulla fusoliera, tramite una serie di montanti e aste di controvento che ne irrobustivano la struttura complessiva. All'intradosso del piano alare inferiore erano collegati i due galleggianti equilibratori.
La propulsione era affidata ad un singolo motore Wright 975E-1, un radiale 9 cilindri posti su un'unica stella raffreddato ad aria in grado di esprimere una potenza pari a 365 hp (272 kW), collocato all'interno di una gondola al centro del piano alare superiore, dietro al profilo e in configurazione spingente, sostenuto grazie ad un castello tubolare che lo collegava alla parte superiore dello scafo. Quest'ultimo integrava la cabina di pilotaggio monoposto, chiusa e dotata di ampia finestratura, e lo scompartimento per i passeggeri con quattro posti a sedere più spazio per il bagaglio. Posteriormente terminava in un impennaggio cruciforme dall'elemento verticale di generose dimensioni e dai piani orizzontali controventati.
Il carrello d'atterraggio era del tipo triciclo anteriore, con i due elementi principali indipendenti con le due ruote a vista che si ritraevano in apposite nicchie ricavate ai lati dello scafo, più un ruotino posizionato sotto il naso che scompariva anch'esso nello scafo con movimento retrogrado.

## Impiego operativo
Il modello venduto sul mercato giapponese attirò l'attenzione delle autorità della Marina imperiale, alla ricerca di un modello da trasporto leggero con cui equipaggiare i reparti della Dai-Nippon Teikoku Kaigun Kōkū Hombu, la sua componente aerea. Avviato ad una serie di prove di valutazione con la designazione ufficiale LXC non convinse la commissione esaminatrice e non si ritenne necessario integrare il modello nella propria flotta aerea.

### Pubblicazioni
- (EN) Anglo-US Experiment, in Flight, 14 ottobre 1937, ISSN no (WC · ACNP).
- (EN) Latest Curtiss-Wright Amphibian (PDF), in Flight, 9 agosto 1934, ISSN no (WC · ACNP).